# Харта 77
Харта 77 (оригинално име Charta 77) e чехословашка гражданска неправителствена инициатива подкрепена от много интелектуалци в Чехословакия. Основната цел на гражданската инициатива Харта 77 е: критика на политическата и държавна власт по отношение спазване на човешките и  граждански права, задължения произтичащи от международното право и подписаните от страна на Чехословакия редица международни документи. Тази гражданска инициатива е активна от 1977 до 1992 год. 
Първият документ на Харта 77 е петиция (Манифест за човешките права), която е обнародван на 1 януари 1977 год. От там произхожда и цифровото и обозначение. Авторите на този първи текст и до сега остават анонимни. Разпространено, но непотвърдено, е мнението, че значителна част от този първоначален документ са написани от Вацлав Хавел и Павел Кохоут.  Организатори и първите подписали петицията са: проф. Ян Паточка, Иржи Немец, Вацлав Бенда, Власта Храмостова, Вацлав Хавел, Ладислав Хейданек, Зденек Млинарж, Павел Кохоут, Петр Ул, Лудвик Вацулик, Франтишек Кригел и Иржи Хайек. Един от първите говорители на Харта 77, професор Ян Паточка, е и първата жертва на репресиите на комунистическия режим срещу подписалите Харта 77. Той умира на 13 март 1977 г. след няколкочасов разпит в следствения отдел на Държавна сигурност.  Погребението му в Бржевнов се превръща във важно събитие за антикомунистическата съпротива в Чехословакия.
Въпреки декларираното желание на авторите и говорителите на Харта 77, тя да бъде подкрепена и подписана от граждани с различни професии и с различни политически и религиозни убеждения, основното и ядро съставлява предимно представители на лево ориентирани интелектуалци от гр. Прага, преобладаващата част от които бивши членове на Чехословашката комунистическа партия от периода преди 1968 год. Към нея обаче бързо се присъединява и не малка част от младежкия и културен ъндърграунд на Чехословакия. 
Издаваните от Харта 77 документи представят факти и документи свързани с неспазване от страна на управляващите на чехословашките закони и паетите ангажименти произтичащи от подписани международни договори, такива свързани със спазване на човешките права. В документите на Харта 77 се посочват редица примери за нарушаване на човешките права и се обръща внимание на законите които са нарушавани. Това изгражда определена правна култура сред чехословашкото общество и нетърпимост към подобни тоталитарни изяви. 
В Чехословакия тези документи са се разпространявали  нелегално. Държавна сигурност е преследвала всички подписали и разпространяващи документите на Харта 77 с интензивни акции през периода 1980–1981. Тогава властимащите в Чехословакия са се страхували от връзките на Харта 77 с полската Солидарност.
След  Нежната революция през 1989 г. редица интелектуалци и говорители на Харта 77 се включват активно в политическия и обществен живот на Чехословакия. Вацлав Хавел дори е избран за президент на Чехословакия.